# Dendrelaphis nigroserratus
Dendrelaphis nigroserratus là một loài rắn trong họ Rắn nước. Loài này được Vogel, Van Rooijen & Hauser mô tả khoa học đầu tiên năm 2012.